# Niederherweg
Niederherweg ist eine Hofschaft in Halver im Märkischen Kreis im Regierungsbezirk Arnsberg in Nordrhein-Westfalen (Deutschland).

## Lage und Beschreibung
Niederherweg liegt im östlichen Halver an der Landesstraße 892 zwischen Mittelherweg und dem größeren Ehringhausen. Weitere Nachbarorte sind Grund, Berge, Pottheinrich und der Herweger Schleifkotten. Niederherweg ist als eigenständige Ortslage nicht mehr wahrnehmbar, sondern befindet sich heute am Westrand der umgreifenden Ehringhauser Bebauung.

## Geschichte
Niederherweg wurde erstmals 1557 urkundlich erwähnt, die Entstehungszeit der Siedlung wird aber im Zeitraum zwischen 1400 und 1500 in der Folge der späten mittelalterlichen Ausbauperiode vermutet.
1818 lebten zwölf Einwohner im Ort. 1838 gehörte Niederherweg als Niedern-Herweg der Ehringhauser Bauerschaft innerhalb der Bürgermeisterei Halver an. Der laut der Ortschafts- und Entfernungs-Tabelle des Regierungs-Bezirks Arnsberg als Hof kategorisierte Ort besaß zu dieser Zeit vier Wohnhäuser und ein landwirtschaftliches Gebäude. Zu dieser Zeit lebten 16 Einwohner im Ort, allesamt evangelischen Glaubens.
Das Gemeindelexikon für die Provinz Westfalen von 1887 gibt eine Zahl von 20 Einwohnern an, die in drei Wohnhäusern lebten.
Wie auch die anderen -herweg Orte in Halver (Oberherweg, Schröders Herweg, Mittelherweg, Neuenherweg, Herweger Schleifkotten) leitet sich der Ortsname aus der Lage an der Altstraße von Köln über Wipperfürth, Halver, Lüdenscheid, Werdohl und Arnsberg nach Soest hervor, ein mittelalterlicher (nach anderen Ansichten vorgeschichtlicher) Handels-, Pilger- und Heerweg, die über den Weg nördlich von Mittelherweg verlief.